# Mina de Pueblo Viejo
La mina Pueblo Viejo es una mina de oro y plata a cielo abierto en la provincia Sánchez Ramírez,  República Dominicana.
Se trata de la mina de oro más grande de América Latina y la decimotercera mina de oro más grande del mundo.  La mina es administrada por Pueblo Viejo Dominicana Corporation (PVDC), que es propiedad en un 60% de Barrick Gold Corporation y en un 40% de Newmont Corporation. 

## Historia
La mina de Pueblo Viejo fue una las primeras en ponerse en explotación en época española de la Capitanía General de Santo Domingo. La minería en el virreinato de Nueva España fue el sector económico que mayor riqueza generó hasta la independencia de las naciones americanas en el siglo XIX. 
La mina fue operada por la empresa minera estatal Rosario Dominicana, SA, desde 1975 hasta 1991, en la que la explotación dejó de ser rentable. 
La explotación minera se reanudó en 2012 por la empresa canadiense por Pueblo Viejo Dominicana Corporation (PVDC), que es propiedad en un 60% de Barrick Gold Corporation y en un 40% de Newmont Corporation. La apertura de la mina estuvo precedida por la inversión de 75 millones de dólares en trabajos de descontaminación del agua y de la tierra. Además, se realizó una inversión adicional de 7 millones de dólares para mejoras en sanidad y educación para los vecinos de la región minera cuya economía depende del cultivo del cacao y pequeñas explotaciones ganaderas. Además, para la puesta en funcionamiento de la mina por un periodo estimado de 25 años, las empresas Barrick Gold y Goldcorp realizaron la mayor inversión en la historia de la República Dominicana, con 4.000 millones. 
Pueblo Viejo emplea aproximadamente a 2.350 empleados y 2.500 contratistas.  Las actividades económicas de la mina representan el 2% del producto interno bruto de la República Dominicana  y Pueblo Viejo es el mayor contribuyente corporativo del país.
Barrick reportó una producción de 581.000 onzas de oro en 2018 y 6,55 millones de onzas de oro en reserva.  El oro se recupera del mineral mediante un proceso de oxidación a presión, realizado en cuatro autoclaves que operan a 3,45 MPa y 230 °C. Según PVDC, el oro de Pueblo Viejo promedió alrededor del 31% del valor de las exportaciones de República Dominicana entre 2013 y 2020. La compañía pagó más de 2.600 millones de dólares en impuestos durante este mismo período y también emplea a miles de personas. Barrick Gold realizó pagos anticipados de impuestos para ayudar al gobierno a responder a la pandemia de COVID-19 . 
La mina empleó a 2.500 personas en 2021, de las cuales el 97% eran nacionales dominicanos.  En 2023, el 23% de los empleados de las minas eran mujeres. 

## Conflicto medioambiental
Desde 2013 los dos mil vecinos de la región minera exigen compensaciones económicas para poder trasladarse fuera del área de influencia de la mina debido a los riesgos que genera. En concreto, los mentales pesados y el cianuro suponen un riesgo para las personas y los animales, los acuíferos y el medioambiente de los ríos. La presa de relaves del Hatillo presenta también potenciales riesgos. Además, los químicos empleados en la actividad minera emiten gases nocivos y contaminantes, además de un penetrante olor. 
La peligrosidad de la actividad minera ha afectado también a más de 100 empleados, que sufrieron intoxicaciones por productos químicos tóxicos en 2012. 
Sin embargo, la PVDC argumenta que la atención a las consecuencias contaminantes de la actividad minera es mayor ahora que en el periodo operado por la Rosario Dominicana s.a. y que la calidad del agua del río Margajita ha mejorado. La falta de transparencia en la  divulgación de la información sobre los análisis de aguas o aire por parte tanto del gobierno como de la concesionaria genera desconfianza entre los vecinos y sus grupos de presión. La posibilidad de la ampliación de la mina en 2019 ha supuesto nuevas protestas por parte de los vecinos, que continúan residiendo en la zona ante la falta de compensaciones por parte del gobierno de República Dominicana o la empresa minera, expuestos a los riesgos ciertos de la contaminación.